# Bangkok
Bangkok (Thai: กรุงเทพมหานคร, Krung Thep Maha Nakhonⓘ) is de hoofdstad en met 10.283.615 geregistreerde inwoners (2018) tevens de grootste stad van Thailand. De Bangkok Metropool Regio, die zich tot ver buiten de grenzen van de stad uitstrekt, heeft geschat 21,8 miljoen inwoners en is hiermee qua grootte de 13e metropool van de wereld. De stad is gevestigd op de oostelijke oever van de Chao Phraya (Menam), dicht bij de Golf van Thailand.

## Symbolen
|  | Het zegel van de stad toont de god Indra die in de wolken rijdt op Erawan, de olifantvormige god. In zijn hand houdt Indra een bliksemschicht, zijn wapen waarmee hij de droogte kan wegjagen. Het zegel is gebaseerd op een schilderij door Somdej Chaofa Kromphraya Narisranuwattiwong. De vlag van Bangkok toont het wapenschild tegen een groene achtergrond. De symbolische boom van Bangkok is de Waringin. |

## Naam
De Thaise naam voor Bangkok is Krung Thep Maha Nakhon, waarin "Maha Nakhon" 'grote stad' betekent. Vaker wordt de stad kortweg Krung Thep genoemd. De volledige ceremoniële naam van de stad is: Krung Thep Mahanakhon Amon Rattanakosin Mahinthara Ayuthaya Mahadilok Phop Noppharat Ratchathani Burirom Udomratchaniwet Mahasathan Amon Piman Awatan Sathit Sakkathattiya Witsanukam Prasit (Thai: กรุงเทพมหานคร อมรรัตนโกสินทร์ มหินทรายุธยามหาดิลก ภพนพรัตน์ราชธานีบุรีรมย์ อุดมราชนิเวศน์ มหาสถานอมรพิมาน อวตารสถิต สักกะทัตติยะ วิษณุกรรมประสิทธิ์).
Vertaling: De stad van engelen, de grote stad, de woonplaats van de Smaragdgroene Boeddha, de ondoordringbare stad (in tegenstelling tot Ayutthaya) van de god Indra, de grote hoofdstad van de wereld die met negen kostbare edelstenen is begiftigd, de gelukkige stad, rijk aan een enorm Koninklijk Paleis dat gelijkt op de hemelse woonplaats waar de gereïncarneerde god regeert, een stad die door Indra is gegeven en die door Vishnukarn is gebouwd.
Krung Thep heeft het wereldrecord voor de langste plaatsnaam. De plaatselijke schoolkinderen wordt de volledige naam onderwezen, hoewel weinigen de betekenis kunnen verklaren, omdat veel van de woorden archaïsch zijn.
Toen Ayutthaya de hoofdstad was van het toenmalige Siam, was Bangkok een kleine plaats bij de riviermonding bij zee, toenmalig een handelsplaatsje met verbinding naar open zee voor Ayutthaya. Letterlijk komt de naam Bangkok waarschijnlijk van (fonetisch) Baang-kok (บางกอก) wat 'een stuk land aan de rivier met olijfbomen' betekent. De naam Bangkok wordt buiten Thailand algemeen gebruikt voor de aanduiding van de hoofdstad, maar niet door de Thais. Deze spreken eigenlijk uitsluitend over Krung-Thep.

## Geschiedenis
Bangkok begon als klein handelscentrum en als haven voor Ayutthaya, de toenmalige hoofdstad van het land. In 1767 werd deze stad door het Birmese leger veroverd en volledig platgebrand. Generaal Phraya Tak moest zich met zijn leger terugtrekken uit Ayutthaya maar het lukte hem om de Birmezen uiteindelijk uit centraal Thailand te verdrijven. Nadat de koning overleed kroonde Phraya Tak zichzelf tot koning (koning Taksin) en stichtte in 1768 een nieuwe hoofdstad in de provincie Thonburi aan de westoever van Chao Phraya. De tempel Wat Arun bevond zich binnen de toenmalige paleismuren.
Later liet de opvolger van Taksin, koning Rama I, de hoofdstad verplaatsen naar de oostoever, waar de stad nog beter te verdedigen zou zijn tegen aanvallen vanuit Birma. Hij liet de stad bouwen op puin dat uit de voormalige hoofdstad Ayutthaya werd aangeleverd per boot. Het bouwplan van de stad moest in grote lijnen overeenkomen met dat van Ayutthaya. Het koninklijk paleis en de daarbij behorende tempel op het eiland Rattanakosin zouden het hart van de stad gaan vormen. Op de plek die daarvoor aangewezen was, woonde een groep invloedrijke Chinese kooplieden die daarvoor moesten verhuizen naar een locatie ten zuiden van hun vorige wijk. Hun nieuwe wijk staat nog altijd bekend als Chinatown.

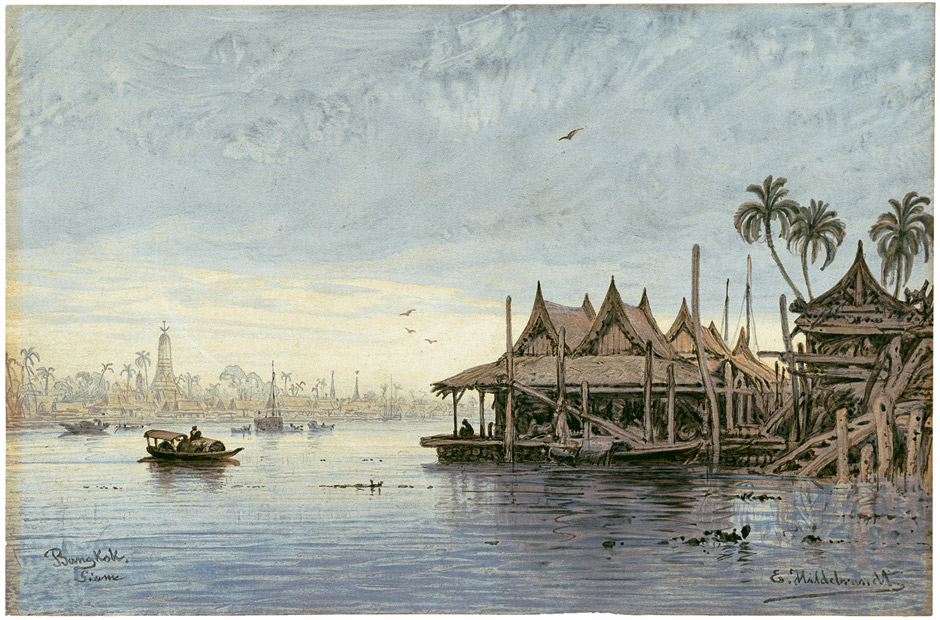
Blik op Bangkok halverwege 19e eeuw

Vanaf de jaren 1850 ontstonden er belangrijke handelsbetrekkingen met Europese steden en Noord-Amerika. In diezelfde periode, onder het bewind van koning Mongkut (Rama IV) en diens opvolger koning Chulalongkorn (Rama V), maakte de stad een grote modernisering door. Zo werden de eerste betonnen wegen aangelegd samen met een spoorweg en een tramlijn. Aan de vooravond van de 20e eeuw zette de ontwikkeling en uitbreiding van de stad door en landelijke gebieden werden omgevormd tot residentiële wijken. Verscheidene kanalen werden dichtgemaakt om meer wegen te kunnen aanleggen.
Tijdens de Tweede Wereldoorlog werd Bangkok enige tijd bezet door Japan en gebombardeerd door de geallieerden. Doordat de stad door de Amerikanen werd gebruikt als uitvalsbasis tijdens de Vietnamoorlog (soldaten vanuit het front kwamen in Bangkok weer op adem) kon het zowel economisch als in bevolkingsaantal flink groeien. De Amerikanen investeerden flink in de stad, onder meer op het gebied van infrastructuur. In de jaren 60 groeide de stad van 1,8 naar 3 miljoen inwoners. Nadat Amerika zich terugtrok uit Vietnam, namen voornamelijk Japanse bedrijven hun rol als belangrijkste investeerders in Bangkok over. De stad bleef ook in de jaren 80 en 90 flink groeien totdat in 1997 in Azië de financiële crisis toesloeg.

## Geografie
Bangkok ligt in de rivierdelta van de Chao Phraya. Deze rivier mondt zo'n 25 kilometer ten zuiden van de stad uit in de Golf van Thailand. De stad ligt in een vlak gebied, ongeveer 1,5 meter boven zeeniveau. Het grootste deel van het gebied was voorheen drasland. Stukje bij beetje werd de moerassige grond vanaf de 16e eeuw geschikt gemaakt voor landbouw en bebouwing. Hiertoe werden vele kanalen (khlongs) aangelegd voor de afwatering.
Bangkok is een speciale bestuurlijke regio in Thailand. De stedelijke agglomeratie van Groot-Bangkok strekt zich uit voorbij de grenzen van Bangkok, tot in de naburige provincies Nonthaburi, Samut Prakan, en Pathum Thani. Bangkok heeft - in tegenstelling tot wat het geval is bij de provincies - een gekozen gouverneur.

### Bestuurlijke indeling

Kaart met de 50 stadsdistricten van Bangkok, onderverdeeld in 12 clusters:
----

Bangkok is de enige stad die niet in districten (amphoe) is onderverdeeld, maar in stadsdistricten (khet). De stadsdistricten zijn op hun beurt weer onderverdeeld in wijken (khweng) en niet in gemeentes (tambon) zoals in de provincies in Thailand. De namen van de vijftig stadsdistricten zijn:
1. Phra Nakhon
2. Dusit
3. Nong Chok
4. Bang Rak
5. Bang Khen
6. Bang Kapi
7. Pathum Wan
8. Pom Prap Sattru Phai
9. Phra Khanong
10. Minburi
11. Lat Krabang
12. Yan Nawa
13. Samphanthawong
14. Phaya Thai
15. Thonburi
16. Bangkok Yai
17. Huai Khwang
18. Khlong San
19. Taling Chan
20. Bangkok Noi
21. Bang Khun Thian
22. Phasi Charoen
23. Nong Khaem
24. Rat Burana
25. Bang Phlat
26. Din Daeng
27. Bueng Kum
28. Sathon
29. Bang Sue
30. Chatuchak
31. Bang Kho Laem
32. Prawet
33. Khlong Toei
34. Suan Luang
35. Chom Thong
36. Don Mueang
37. Ratchathewi
38. Lat Phrao
39. Watthana
40. Bang Khae
41. Lak Si
42. Sai Mai
43. Khan Na Yao
44. Saphan Sung
45. Wang Thonglang
46. Khlong Sam Wa
47. Bang Na
48. Thawi Watthana
49. Thung Khru
50. Bang Bon

### Klimaat
Zoals het grootste deel van Thailand heeft Bangkok een tropisch klimaat. Het kent warme, koelere en regenachtige seizoenen al komt de temperatuur ook 's nachts vrijwel nooit onder de 20 °C. Volgens de World Meteorological Organization is Bangkok zelfs qua gemiddelde (jaar)temperatuur de warmste stad ter wereld. De warme maanden zijn zo goed als droog, al kunnen er dan soms zomerstormen met hevige (maar korte) regenbuien voorkomen. De hoogst gemeten temperatuur in Bangkok is 40,8 °C (mei 1983) en het kouderecord staat op 9,9 °C in januari 1955.
| Maand                  | jan | feb | mrt | apr | mei | jun | jul | aug | sep | okt | nov | dec | Jaar  |
| ---------------------- | --- | --- | --- | --- | --- | --- | --- | --- | --- | --- | --- | --- | ----- |
| Gemiddeld maximum (°C) | 32  | 33  | 33  | 35  | 34  | 34  | 33  | 33  | 32  | 32  | 32  | 31  | 32,8  |
| Gemiddeld minimum (°C) | 21  | 23  | 25  | 26  | 26  | 26  | 25  | 25  | 25  | 24  | 23  | 21  | 24,2  |
|                        |     |     |     |     |     |     |     |     |     |     |     |     |       |
| Neerslag (mm)          | 10  | 20  | 30  | 70  | 190 | 150 | 150 | 180 | 320 | 230 | 50  | 10  | 1.410 |
| Bron: weatherbase.com  |     |     |     |     |     |     |     |     |     |     |     |     |       |

## Bevolking
Volgens een volkstelling in 2010 heeft Bangkok 8.280.925 inwoners. Dat is 12,6% van de bevolking van Thailand. Er zijn echter maar 5.701.394 inwoners (2.400.540 huishoudens) officieel geregistreerd in de stad. De bevolking is divers van samenstelling. Naast Thai uit alle delen van het land ziet men er ook veel Chinezen, immigranten uit India en vele expats uit alle delen van de wereld.
| Datum        | Inwoners |
| ------------ | -------- |
| 1880         | 255.000  |
| 1910         | 365.000  |
| 1 april 1919 | 437.294  |
| 15 juli 1929 | 713.384  |
| 23 mei 1937  | 890.453  |

| Datum         | Inwoners  |
| ------------- | --------- |
| 25 april 1947 | 1.178.881 |
| 25 april 1960 | 2.136.435 |
| 1 april 1970  | 3.077.361 |
| 1 april 1980  | 4.697.071 |
| 1 april 1990  | 5.882.411 |

| Datum          | Inwoners  |
| -------------- | --------- |
| 1 april 2000   | 6.320.174 |
| 1 januari 2005 | 6.642.566 |
| 1 juli 2007    | 8.160.522 |

### Religie
Sinds 1965 is de stad de zetel van het rooms-katholieke aartsbisdom Bangkok.

## Stadsbeeld
Het historische centrum van Bangkok is het eiland Rattanakosin. Hier bevinden zich een aantal toeristische trekpleisters zoals het Koninklijk Paleis en de Wat Pho. Begin 19e eeuw werd de stad uitgebreid met het Dusit district waar koning Bhumipol zijn nieuwe paleis liet bouwen; het teakhouten Vimanmekpaleis. Ook het woonpaleis van de vorige koning, Bhumibol bevindt zich in dit district, evenals een aantal belangrijke overheidsgebouwen waaronder het oude parlementsgebouw.
In contrast met deze historische districten staan de wolkenkrabbers in de zakendistricten zoals Bang Rak (Silom) en Sathon. Grote nationale en internationale bedrijven hebben hier hun hoofdkantoren en ook de bekende prostitutiegebieden bevinden zich hier. Een aantal van de grootste winkelcentra van Azië bevinden zich in en rondom de districten Siam en Ratchaprasong. Bangkok telde in 2011 117 wolkenkrabbers die hoger zijn dan 100 meter, wat de stad een notitie in de lijst van 23 steden met meeste hoogbouw opleverde in dat jaar.
Bangkok heeft niet echt één stadscentrum; het Siamgebied wordt vaak als het centrum gezien, omdat zich daar de meeste grote winkelcentra bevinden. Ook is daar het enige overstapstation dat de twee lijnen van de Skytrain verbindt: Siam Station. Door deze Skytrain en de express ways, die beide op betonnen pijlers boven straatniveau liggen, is veel zicht vanaf de grote belangrijke verbindingswegen aan het oog onttrokken. Een straat als Silom was in de jaren 90 van de 20e eeuw nog een open straat. Nu lijkt ze door de Skytrain meer op een tunnel.
Bangkok telt diverse universiteiten, een kunstacademie, een nationaal theater, en een Nationaal Museum. De stad heeft ook groen. Midden in Bangkok ligt het grote Lumphini Park, en iets buiten het centrum liggen nog diverse andere parken.

### Tempels

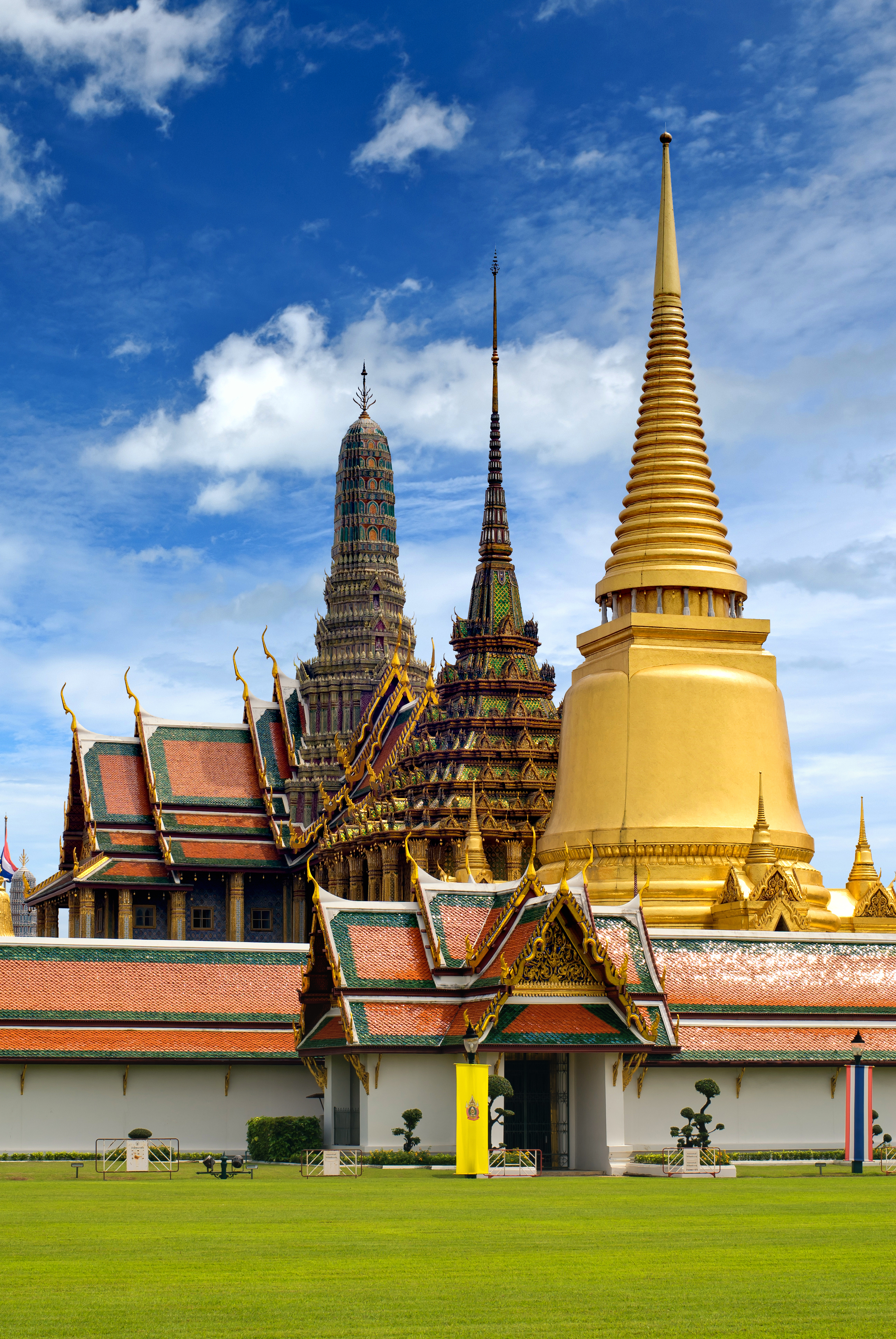
Wat Phra Kaew

Het stadsbeeld van Bangkok kenmerkt zich ook door de aanwezigheid van de vele wats, boeddhistische tempels. Ook Chinese tempels zijn op veel plaatsen aanwezig. Vanaf een hoog punt zijn talloze gouden daken van de tempels zichtbaar. Zelfs tegenwoordig komen er nog altijd nieuwe tempels bij. Een aantal bekende tempels in Bangkok zijn:
- Erawanschrijn
- Wat Phra Kaew en de Smaragdgroene Boeddha bij het Koninklijk Paleis
- Wat Arun
- Wat Pho
- Wat Benchamabophit

## Verkeer en vervoer

### Vervoer over water
Omdat Bangkok werd gebouwd op de oevers van een rivier, was transport per water lange tijd de belangrijkste vorm van vervoer in de stad. Er werden vele kanalen (khlongs) aangelegd, wat de stad de bijnaam Venetië van het Oosten opleverde. De khlongs werden gebruikt voor transport en drijvende markten, maar ook voor het dumpen van afvalwater. Vandaag de dag zijn de meeste van de khlongs gedempt en drukke straten geworden, hoewel aan de Thonburizijde van Bangkok (gebieden ten westen van de rivier), nog enkele grote khlongs stromen. Over het water van de rivier vaart de Express Boat, die zowel toeristen als de lokale bevolking een snelle en efficiënte manier van openbaar vervoer biedt.

### Wegen
De belangrijkste verkeersaders van Bangkok, zoals Silom en Sukhumvit, staan erom bekend dat het verkeer daar vrijwel altijd stilstaat. Het rijden in een auto geeft de bewoners van Bangkok aanzien. Wie niet met zijn auto naar het werk komt, verdient blijkbaar niet genoeg, in de gedachten van de Thai. Enkele nieuwe op pijlers boven andere straten aangelegde expressways (waaronder de Bang Na Expressway) en een gedeeltelijk voltooide ringweg rond Groot-Bangkok hebben de verkeersopstoppingen wel enigszins doen verminderen. Er is een uitgebreid busnet, variërend van oude gratis langzame bussen tot een efficiënt busnet van modernere bussen met airconditioning dat alle grote wegen beslaat. Taxi's zijn in Bangkok goedkoop en in overvloed aanwezig. De Phahonyothinweg is een van de belangrijkste verkeersaders van Thailand en begint in Bangkok.

### Skytrain, metro en trein
In 1999 is een hooggelegen Skytrain, een metrosysteem maar dan op palen in plaats van onder de grond, geopend. De eerste lijn van de ondergrondse metro werd geopend in juli 2004 (zie metro van Bangkok). De overblijfselen van een mislukt spoorproject (het Hopewell-project) zijn te zien vanaf het hoofdstation richting de Don Muang luchthaven. Als gevolg van de financiële crisis in Azië werd de bouw gestaakt. De betonnen pijlers staan er nu verlaten bij. Bangkok is het centrale knooppunt van alle spoorlijnen van Thailand, het belangrijkste station is het Hua Lamphong-station, dat ook het knooppunt is voor veel buslijnen die Bangkok met vele steden verbindt.

### Luchthavens
De nieuwe luchthaven Suvarnabhumi is op 28 september 2006 in gebruik genomen. Met de bouw van deze luchthaven, in het district Bang Phli van de provincie Samut Prakan ten zuidoosten van de stad, werd in 2002 begonnen. Suvarnabhumi heeft zowel de internationale als binnenlandse vluchten overgenomen van Don Mueang, dat ten noorden van de stad ligt, ingesloten door stedelijke gebieden. Don Mueang werd, tegen alle eerdere plannen in, heropend om naast Suvarnabhumi een deel van de binnenlandse en internationale vluchten te verzorgen, met name van low cost maatschappijen. Op 4 december 2009, ruim drie jaar na de opening van het vliegveld Suvarabhumi, is de nieuwe verbinding van de Skytrain naar het centrum van Bangkok officieel geopend, maar de eerste passagiers reisden pas begin 2010.

## Economie
Bangkok is het economisch centrum van Thailand. Dankzij de Chao Phraya fungeert Bangkok als haven. Ook de effectenbeurs van Thailand (SET) is in Bangkok gevestigd.
De belangrijkste exportproducten zijn bewerkt voedsel, hout, en textiel. De bedrijven in Bangkok bestaan onder meer uit rijstmolens, cementfabrieken, zaagmolens, olieraffinaderijen, en scheepswerven. De stad is een beroemd juwelierscentrum waar zilveren en bronzen voorwerpen worden gekocht en verkocht.

### Kleinhandel
In de vroege geschiedenis van Rattanakosin vond de meeste handel plaats op drijvende markten langsheen de grotere rivieren en kanalen. Ze begonnen meestal voor dageraad als het getij het toeliet. De meeste handelaars waren vrouwen. Omdat Rattanakosin een imitatie was van het koninkrijk Ayuthaya, werden de markten ook hier vaak georganiseerd per beroepsgroep. Deze markten leven voort in de namen van de districten en buurten waar ze gevestigd waren, zoals Baan Bart (een bart is de bedelkom van een boeddhistische monnik). Daarnaast bestonden er markten voor invoerproducten, vooral in de Chinese wijk. Onder het latere koninkrijk (vanaf koning Rama IV) ontstonden betere straten en verbindingswegen, waardoor enerzijds de markten zich naar het land verplaatsten, en anderzijds meer vers voedsel kon worden aangevoerd vanuit de provincie.
Na de Tweede Wereldoorlog verschoof de kleinhandel naar grote en kleinere vaste winkels, waaronder een groot aantal kleine supermarktjes. Internationale supermarktketens worden vertegenwoordigd door Tesco Lotus, Big C (Casino), Carrefour en Siam Makro. Enkele bekende grootwarenhuizen zijn Central, The Mall en Robinson's.

## Toerisme
Toerisme is een belangrijke bron van inkomsten voor Bangkok. De stad staat op de 4e plaats (na New York, Londen en Parijs) wat betreft inkomsten uit buitenlands toerisme: bezoekers aan de stad gaven in 2013 ruim 14 miljard dollar uit. Bangkok trekt een divers toeristisch publiek aan, getuige het aanbod gaande van luxe hotels tot budgetaccommodatie rondom Khao San Road. Tot de populaire trekpleisters behoren de vele culturele en historische bezienswaardigheden zoals paleizen, tempels en musea, maar ook een dynamisch nachtleven.

### Bezienswaardigheden
Een aantal van de belangrijkste toeristische trekpleisters van Bangkok zijn:
- Koninklijk Paleis van Bangkok
- Wat Pho
- Wat Arun
- Nationaal Museum
- Vimanmekpaleis

### Winkelen
Bangkok telt vele winkelgelegenheden en wordt door de Tourist Authority of Thailand dan ook in het buitenland aangeprezen als winkelbestemming. Het aanbod winkels en markten is groot. Van kleine gespecialiseerde winkeltjes tot grote luxueuze warenhuizen en winkelcentra zoals Central World, MBK Center en Siam Center. De bekendste markt van de stad is de Chatuchakmarkt, wat de grootste markt ter wereld is.

### Nachtleven
Aan het einde van de 20e eeuw en de eerste jaren van de 21e eeuw stond Bangkok onder expats in Azië en rond de wereld bekend als de uitgaansstad. Dit kwam door Bangkoks gevarieerde uitgaansleven: vele restaurants, disco's en andere plaatsen van vertier. Ook het feit dat de officiële sluitingstijdenwet (alles dicht om 2 uur) niet werd toegepast en veel gelegenheden 24 uur per dag openbleven heeft meegeholpen om deze indruk te bevestigen. De levenshouding van de Thais dat alles in het leven sanuk (plezierig) moet zijn was ook van invloed hierop.
In 2002 en 2003 is de situatie echter zeer snel veranderd. Het aantreden van de Thai Rak Thai-partij, met de zeer strikte minister van Binnenlandse Zaken Purichai Piumsombun, maakte een einde aan de vrijheid. Een van de nieuwe beleidspunten was dat de Thais langer moesten gaan werken en minder uitgaan, naar het voorbeeld van het strikte Singapore. Om dit te bewerkstelligen werden prompt alle oude wetten gehandhaafd en werden er plannen ontworpen om alle gelegenheden om middernacht te sluiten. Een ander nieuw beleidspunt van de Thai Rak Thai-regering is dat men geen toeristen meer wil die naar Thailand komen voor het uitgaansleven omdat de invloed van deze toeristen zou leiden tot een verloedering van de Thaise jeugd. Thai Rak Thai kondigde aan dat ze alleen nog maar toeristen naar Thailand wilden hebben die kwamen om te winkelen of voor de cultuur. De plannen zijn echter nooit volledig doorgevoerd en daardoor heeft Bangkok nog altijd een zeer gevarieerd nachtleven en is er tot in de late uurtjes genoeg te beleven.

### Prostitutie
Hoewel feitelijk onwettig, is prostitutie alom aanwezig in Bangkok, wat de stad tot een populaire bestemming voor sekstoerisme maakt. Populaire locaties in Bangkok voor westerlingen zijn Patpong en Soi Cowboy. Behalve de gebieden voor westerlingen zijn er nog aparte gebieden waar Japanners naartoe gaan zoals Thaniya plaza. De andere sekstoeristen, voornamelijk Aziaten, maken veelal gebruik van de massagehuizen, karaokebars en lounges waar ook de Thaise mannen komen. In tegenstelling tot wat de meeste mensen in de westerse landen denken, maken de bars waar prostituees zich aan westerlingen aanbieden maar een heel klein deel uit van het totale aanbod. Het overgrote deel van de bars, karaokes en lounges is alleen toegankelijk voor Thaise mannen en/of andere Aziaten; westerlingen en Afrikanen wordt vriendelijk doch dringend de deur gewezen. Sinds het begin van de 21e eeuw zijn er almaar meer straatprostituees die voornamelijk na de sluitingstijden van de bars en disco's proberen klanten te trekken. Voor de strikte handhaving van de sluitingstijdenwet was dit, op een beperkt aantal gevallen na, een vrijwel onbekend probleem. In navolging van Japan en Taiwan bieden ook almaar meer Thaise studentes hun diensten aan, voornamelijk aan Thaise mannen.

## Actuele problemen

### Luchtvervuiling
Luchtvervuiling is een omvangrijk probleem in Bangkok. De enorme verkeersopstoppingen worden als oorzaak hiervan aangewezen, alsmede het veelvuldig gebruik van tuktuks en andere niet zo schone voertuigen. De overheid tracht dit aan te pakken door programma's met elektrische tuktuks te stimuleren. Verder hebben de bouw van hooggelegen snelwegen en de skytrains het probleem enigszins verlicht.

### Sloppenwijken

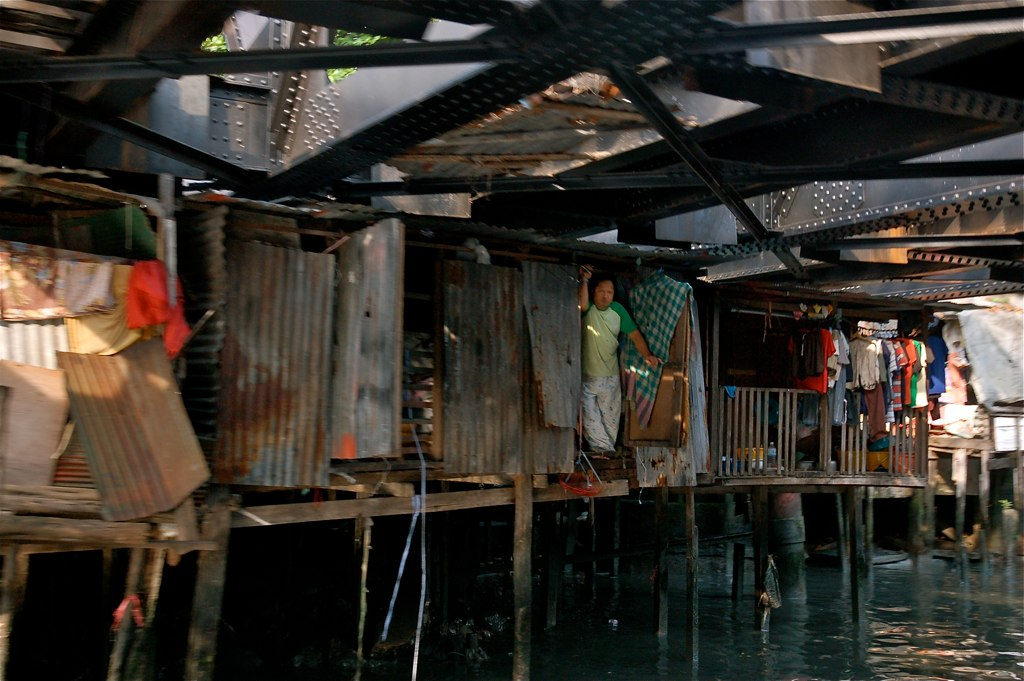
Informele woningen onder een brug in Bangkok, 2009

In de ruime agglomeratie Bangkok wonen een miljoen mensen (cijfers uit 1991) in sloppenwijken. De overheid en de eigenaars van het bezette land ondernemen regelmatig pogingen tot ontruiming maar de informele bewoning blijft bestaan door een combinatie van enerzijds de economische aantrekkingskracht van tewerkstelling, zowel zwartwerk als regulier werk, en anderzijds de hoge vastgoedprijzen. Lang niet alle bewoners zijn straatarm: naar schatting slechts 208.000 van de hogergenoemde 1 miljoen mensen leven onder de officiële armoedegrens en velen vergaren niet onaanzienlijke kapitalen door het "verhuren" van krotten of standplaatsen, door het organiseren van zwartwerk of informele handel (waaronder drugs) of door een combinatie van beide.
De grootste concentratie aan sloppenwijken ligt in het district Khlong Toei en bestaat uit 21 afzonderlijke vestigingen op de terreinen van de Havenautoriteit Thailand. De bewoners hebben zich in de loop der jaren iets beter dan andere informele gemeenschappen kunnen verzetten tegen ontruimingen dankzij internationale aandacht door onder meer niet-gouvernementele organisaties, en dankzij het politiek doorzicht van Prateep Ungsongtham Hata, een geboren inwoner van Khlong Toei die het verzet coördineert sinds haar studententijd in 1972. Prateep werd in 2000 verkozen bij de eerste verkiezingen voor de Thaise senaat. In 2010 behoorde ze tot de gematigde vleugel van de protesten tegen de regering van Abhisit Vejjajiva.

### Auteursrechtschendingen
De verkoop van illegaal gekopieerd materiaal dat auteursrechtelijk is beschermd, is in Bangkok wijdverspreid. Meestal gaat het om software, en films op dvd. Een van de populaire plaatsen in Bangkok om illegale software te kopen is Pantip Plaza. Hoewel er veel halfhartige pogingen zijn gedaan om de piraterij op Pantip door razzia's de kop in te drukken, neemt de verkoop van illegaal gekopieerd materiaal nog steeds een hoge vlucht.

### Waterproblematiek
De problemen waar Bangkok mee kampt, komen voornamelijk doordat de stad door het winnen van grondwater en het gewicht van de wolkenkrabbers steeds verder zakt. Door de ligging van Bangkok aan de zee (Golf van Thailand), heeft men ook nog te maken met de wereldwijde zeespiegelstijging, die in de Golf van Thailand ook nog eens sneller verloopt dan het wereldwijde gemiddelde. Met zowel een zakkende bodem als een stijgende zeespiegel, komt de stad ten opzichte van de zee dus steeds lager te liggen en daarmee nemen de risico’s ook toe. De verstening van Bangkok zorgt in combinatie met grote neerslaghoeveelheden tot problemen, doordat de afvoerkanalen het water niet meer weg kunnen krijgen. Bovendien heeft men in de belangrijkste afvoer, namelijk de rivier die door de stad stroomt, ook nog eens te maken met diezelfde neerslag, maar dan vanuit het stroomgebied van de rivier. Ook in het stroomgebied van deze rivier zullen de neerslaghoeveelheden toenemen. De rivier zal hierdoor vaker grote hoeveelheden water moeten afvoeren en zal vaker buiten zijn oevers treden met alle gevolgen van dien. Voor Bangkok betekent dit dat de dreiging van water zowel uit de lucht en de zee als van het land via de rivier komt.
Normaal gesproken worden er twee verschillende soorten maatregelen onderscheiden tegen klimaatverandering of de gevolgen hiervan, mitigatie en adaptatie. In Bangkok wordt vrijwel uitsluitend adaptatie toegepast. Zo worden er bijvoorbeeld vrij regelmatig algemene maatregelen op kleine schaal toegepast. Huizen worden op een verhoging gebouwd, dijken worden versterkt of verhoogd en andere planologische aanpassingen worden toegepast. Er wordt verwacht dat deze ontwikkeling zich in de toekomst nog verder zal voortzetten. Meer specifieke maatregelen op grote schaal worden veel minder toegepast. Er komt op dit moment slechts één grootschalig project van de grond in Bangkok. Dit project staat bekend als “monkey cheeks” en omvat een complex plan waarbij overtollig water uit de rivier kan worden opgeslagen, net zoals apen voedsel bewaren in hun wangen. Ondanks dat er op deze verschillende manieren tegen de waterproblematiek wordt opgetreden, zal dit voor in de toekomst niet genoeg zijn. De moeizame totstandkoming van nieuwe oplossingen heeft meerdere oorzaken: de eerste is de simpele reden dat Thailand niet erg veel kapitaalkracht heeft. De tweede oorzaak is dat de ontwikkeling en uitvoering van oplossingen worden aangestuurd door verschillende organisaties. Dit gebeurt namelijk door de BMA (Bangkok Metropolitan Administration), die pleit voor de aanleg van retentiebekkens en goede riolering, maar ook de overheid en burgers mengen zich in het proces. Al met al blijft het gebrek aan financiële middelen de hoofdoorzaak van het tekort aan oplossingen.

## Stedenbanden
| land             | plaats          | datum            |
| ---------------- | --------------- | ---------------- |
| Verenigde Staten | Washington D.C. | 19 februari 1962 |
| China            | Beijing         | 26 mei 1993      |
| Hongarije        | Boedapest       | 20 februari 1997 |
| Filipijnen       | Manilla         | 24 juni 1997     |
| Australië        | Brisbane        | 7 mei 1997       |
| Rusland          | Moskou          | 19 juni 1997     |
| Rusland          | Sint Petersburg | 20 juni 1997     |
| Indonesië        | Jakarta         | 21 januari 2002  |
| Vietnam          | Hanoi           | 25 februari 2004 |
| Laos             | Vientiane       | 24 mei 2004      |
| Kazachstan       | Nur-Sultan      | 11 juni 2004     |
| China            | Chaozhou        | 23 november 2005 |
| Japan            | Fukuoka         | 8 februari 2006  |
| Zuid-Korea       | Seoel           | 16 juni 2006     |
| Turkije          | Ankara          | 2006             |

## Geboren
- Rama V (1853-1910), koning van Thailand vanaf 1868 tot aan zijn dood
- Samak Sundaravej (1935-2009), premier (2008)
- Chaovarat Chanweerakul (1936), interim-premier (2008)
- Tammy Duckworth (1968), Amerikaanse politica
- Noon Passama (1983), edelsmid en sieraadontwerper
- Chittaphon Leechaiyapornkul (1996), beter bekend als Ten van de k-popgroep NCT in bijzonder de unit WayV en NCT U en k-popgroep SuperM
- Lalisa Manoban (1997), beter bekend als Lisa van de k-popgroep BlackPink

## Afbeeldingen

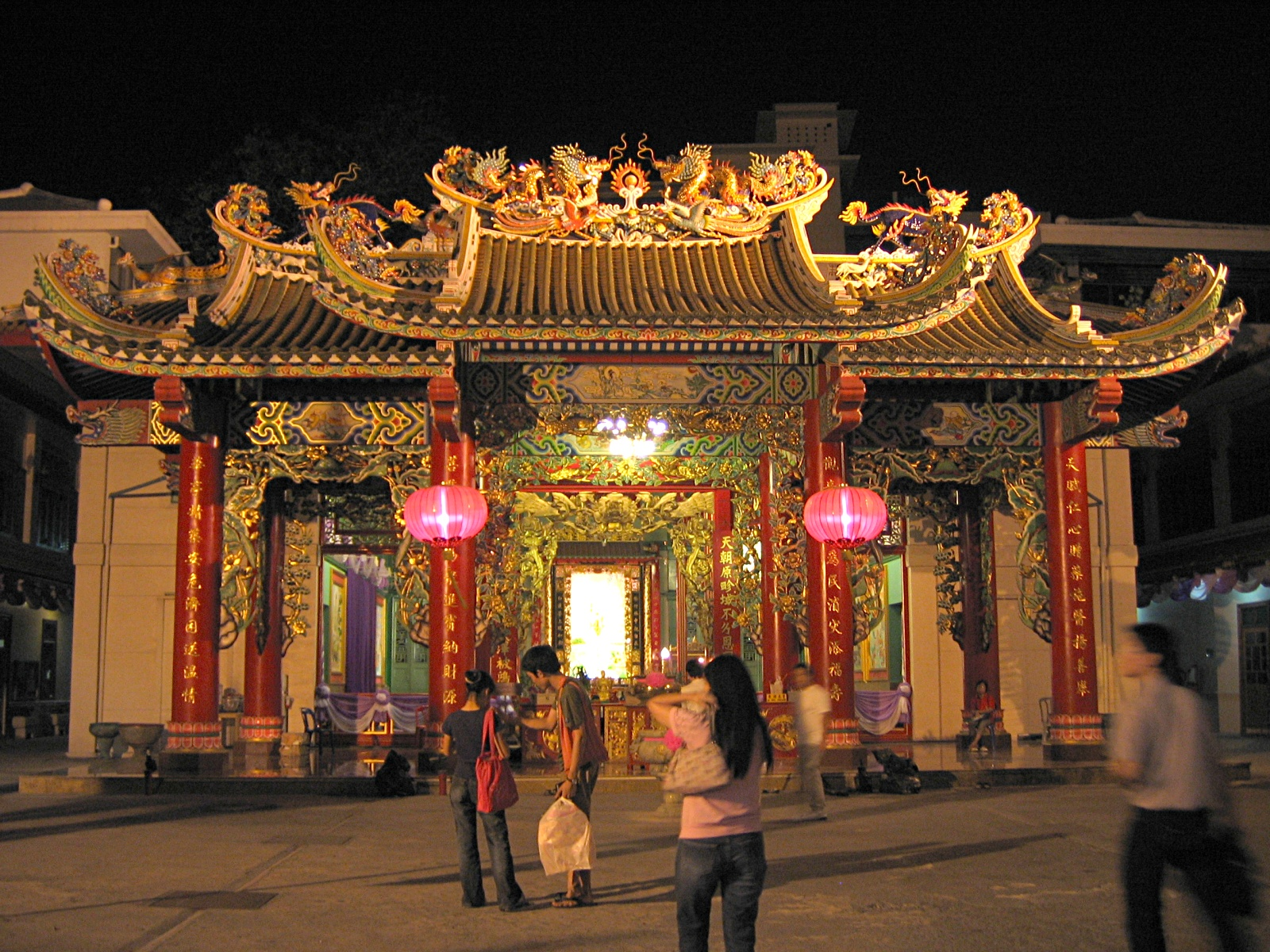
Thien Fa shrine in het Chinatown van Bangkok
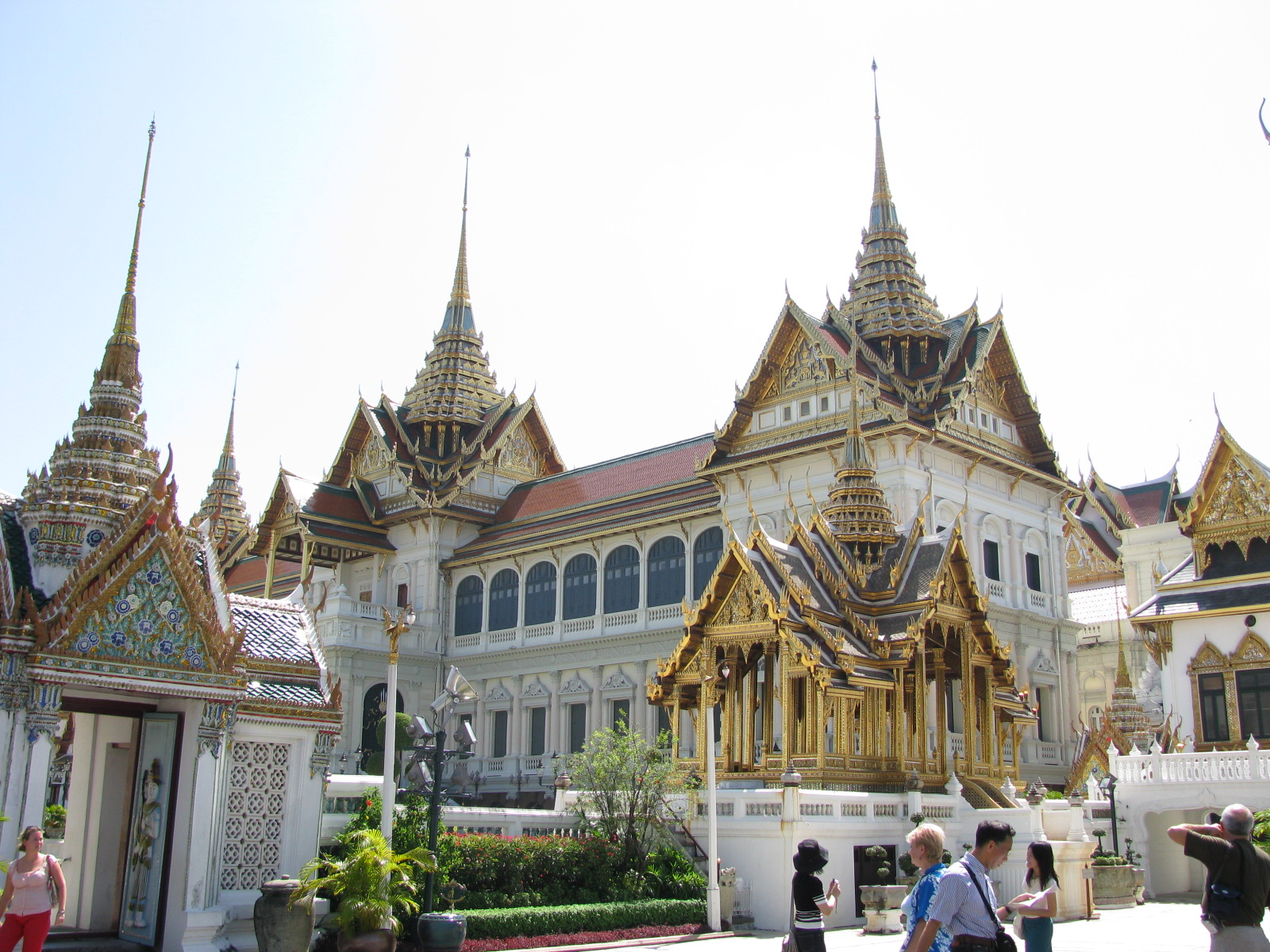
Koninklijk Paleis
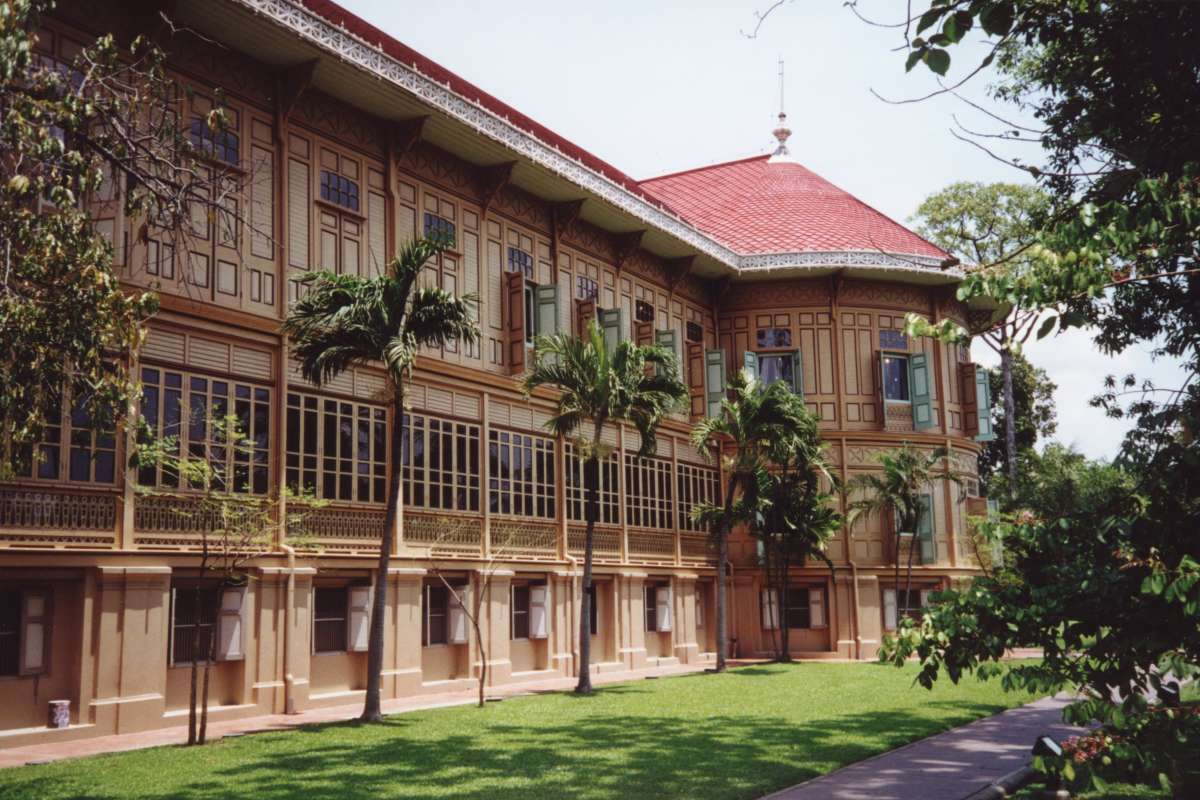
Vimanmekpaleis
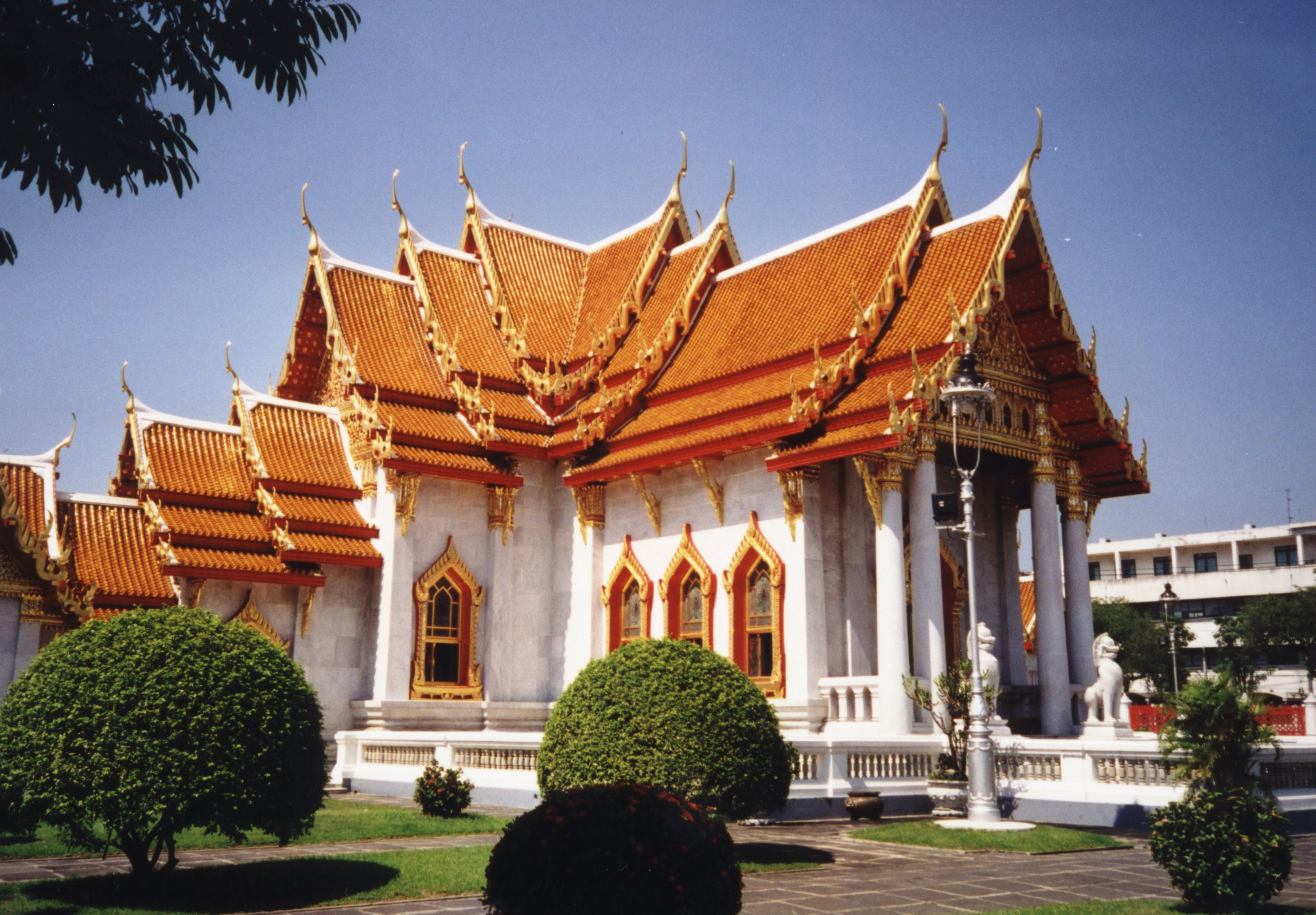
Wat Benchamabophit
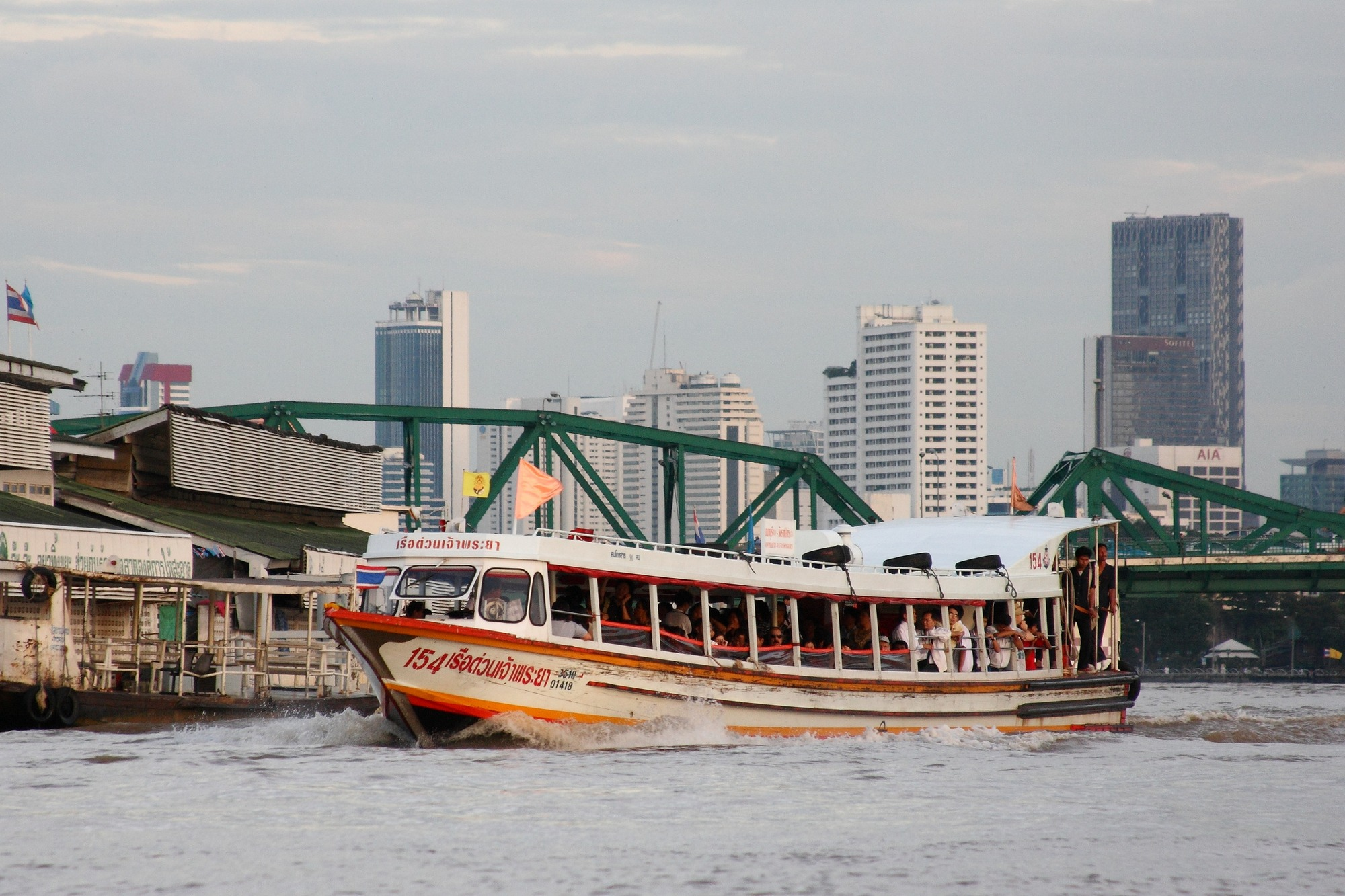
Chao Phraya Express Boat
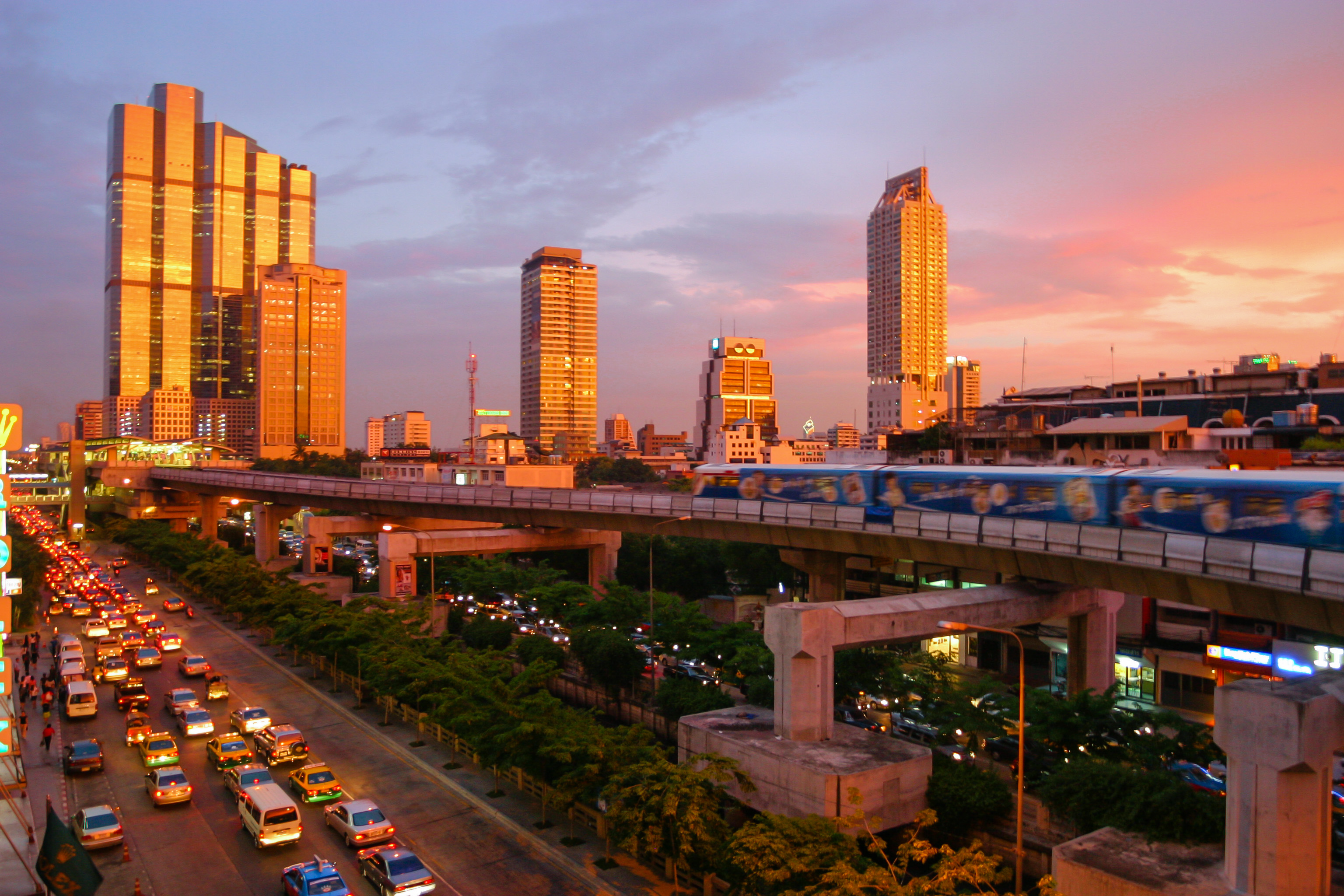
Skyline van Bangkok met de Skytrain
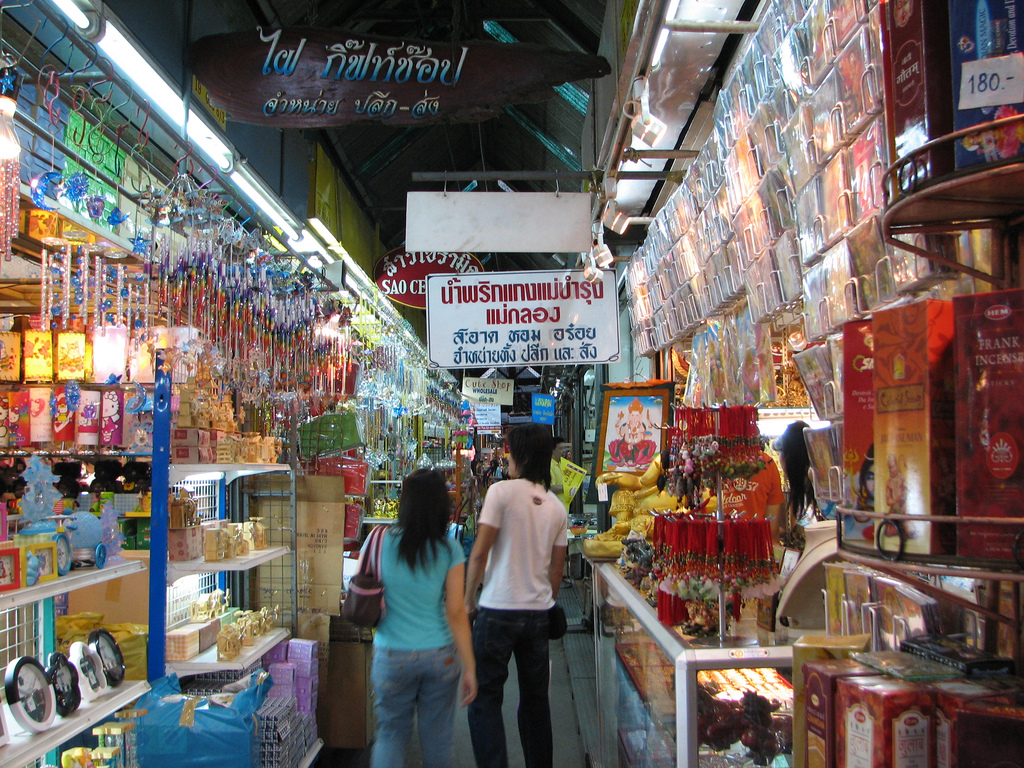
Overdekte markt in Bangkok
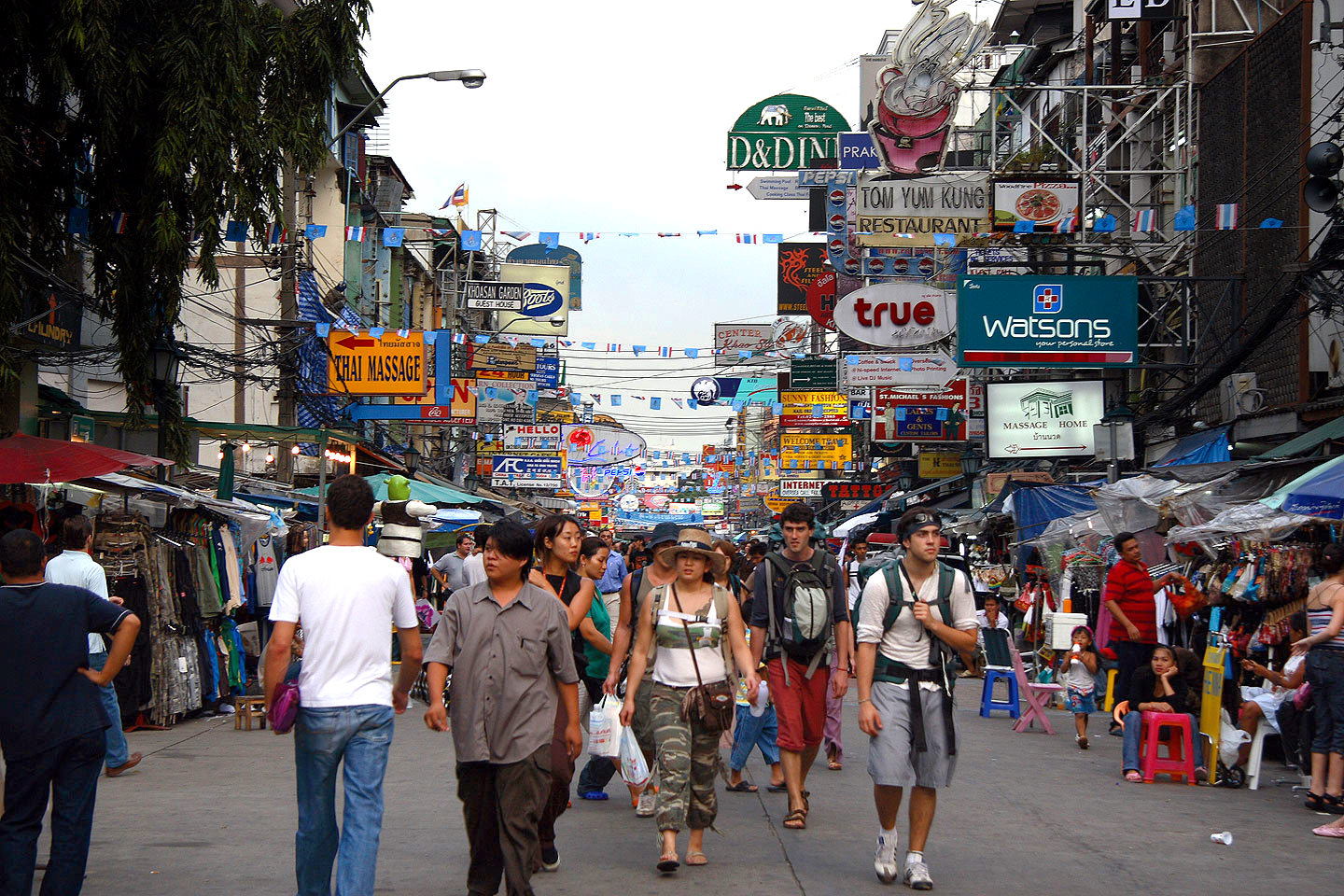
Khao San Road
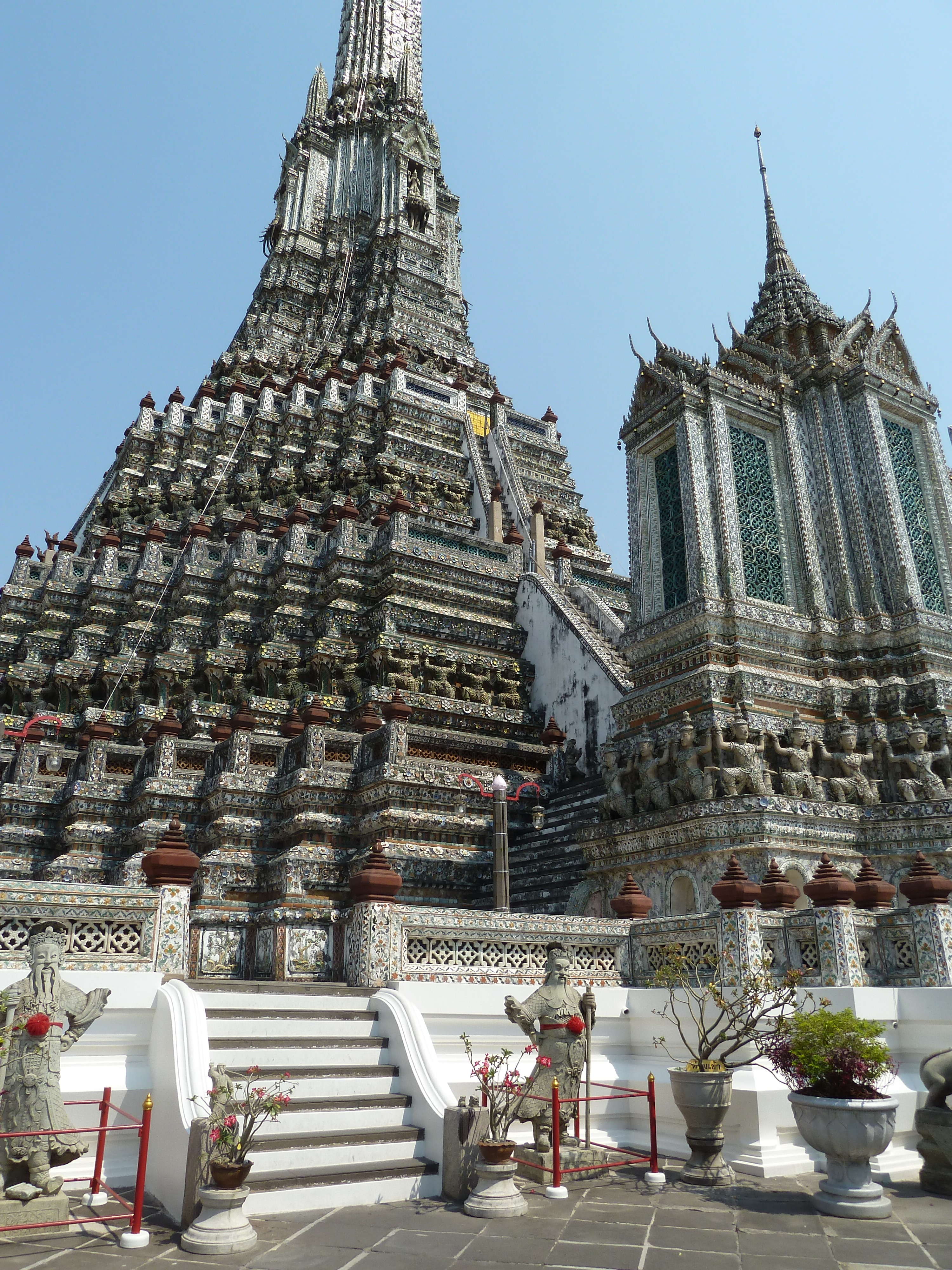
Wat Arun
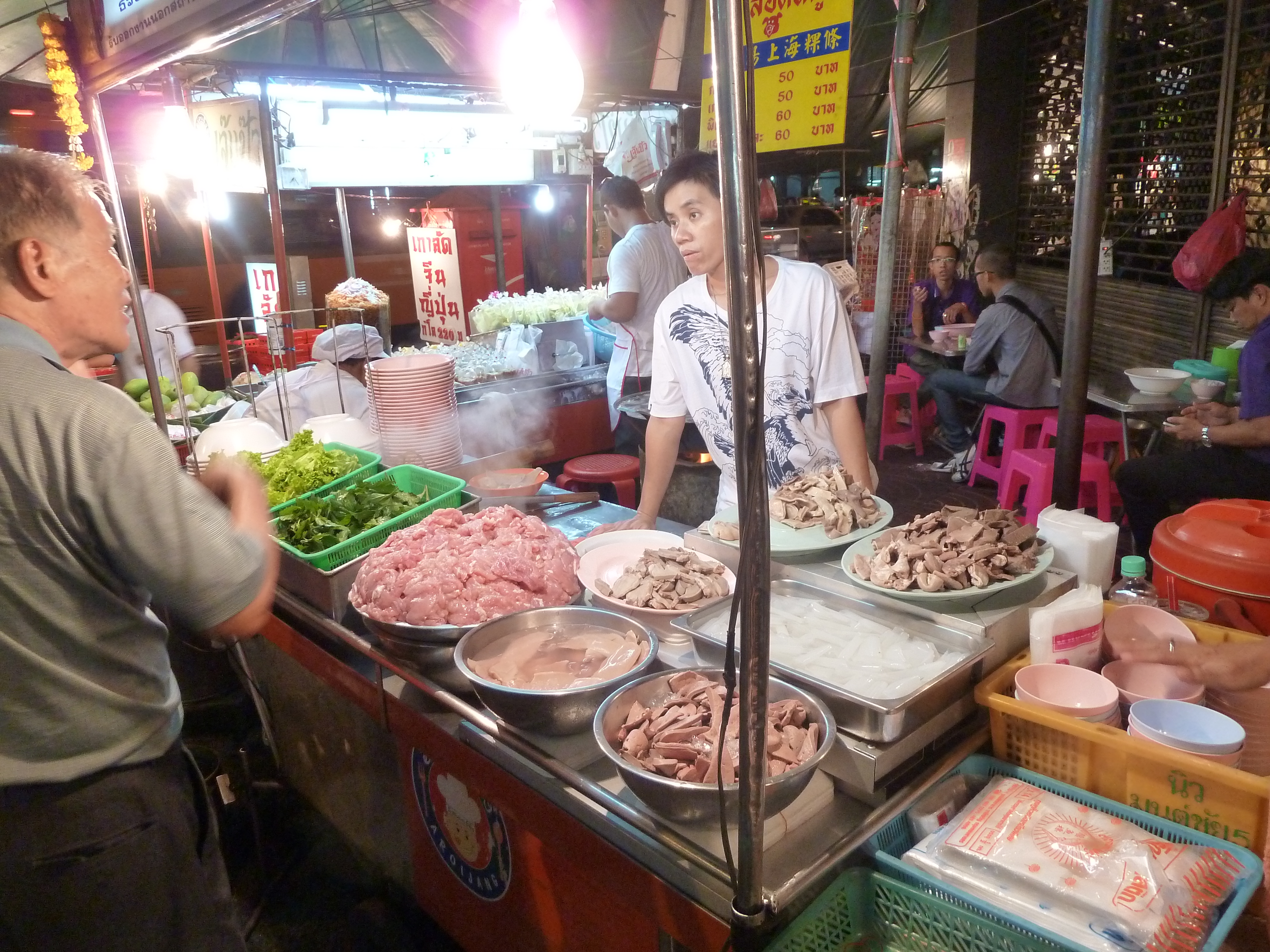
Streetfood in Bangkok
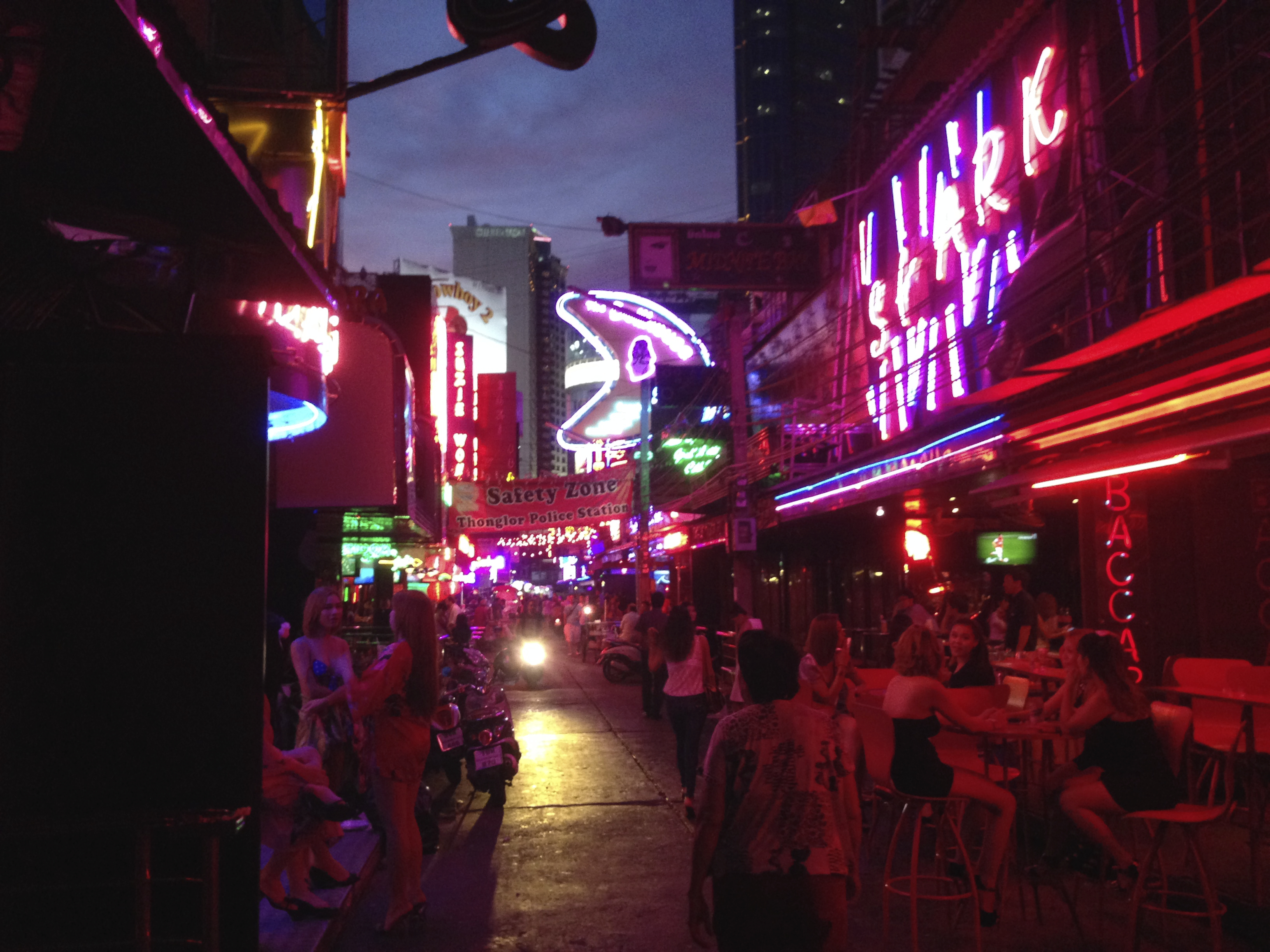
Soi Cowboy
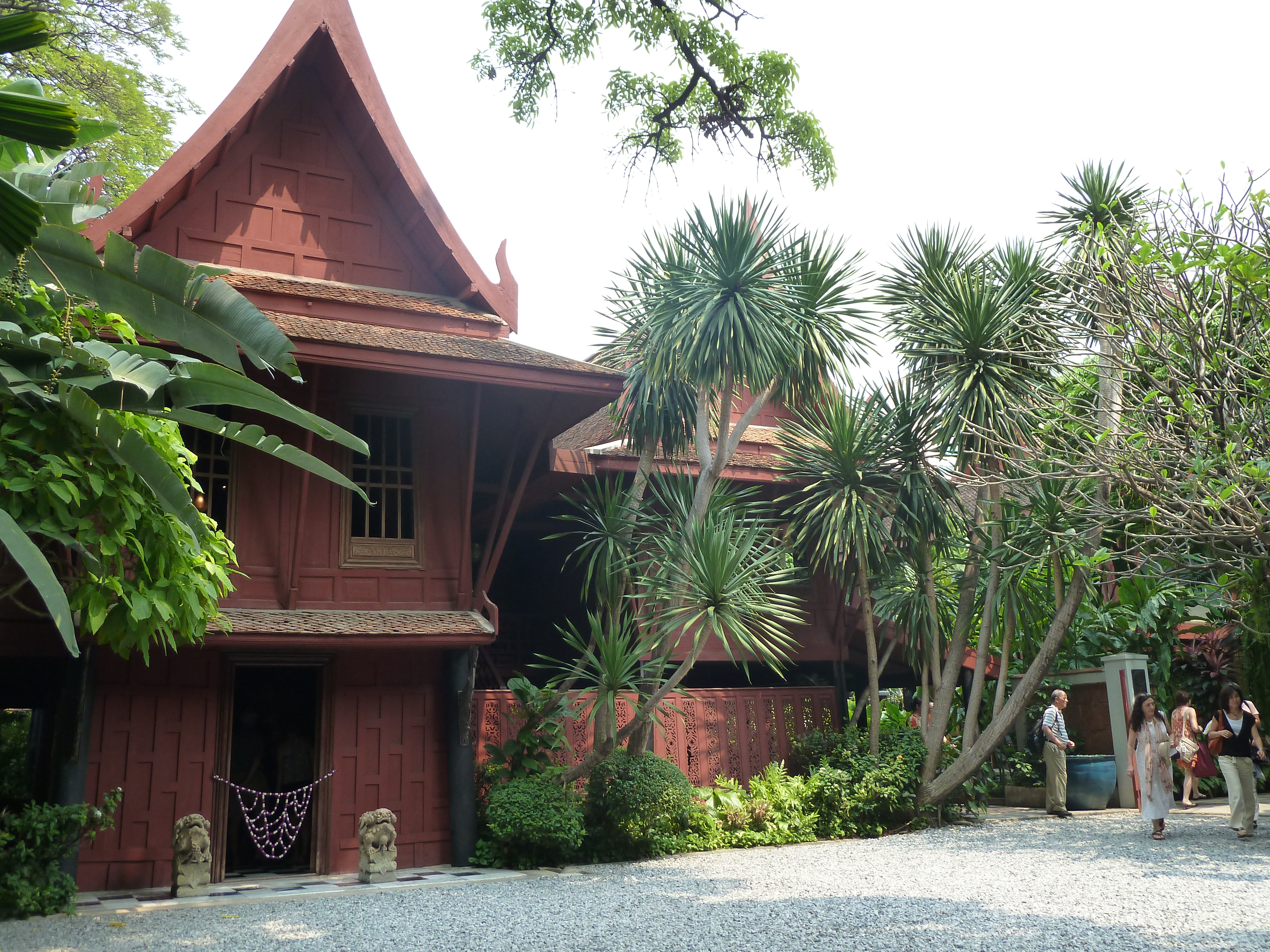
Jim Thompson House